# Vepris tabouensis
Vepris tabouensis är en vinruteväxtart som först beskrevs av Aubrév. & Pellegr., och fick sitt nu gällande namn av W. Mziray. Vepris tabouensis ingår i släktet Vepris och familjen vinruteväxter. Inga underarter finns listade i Catalogue of Life.